# Kassettmannen
Kassettmannen är en dramadokumentär av Olof Berghe och Mikael Nordenström  från 2023 med Ove Tranberg i huvudrollen.

## Handling
Handlingen är baserad på Herbert Lindblads röstinspelningar från 1970- och 1980-talen, då han under sommarmånaderna bilsemestrade i Sverige och övernattade i kupén. Kassettmannen skildrar två av hans resor. Den första resan går genom Dalsland till Bohuslän, där Herbert besöker Greby gravfält. Den andra resan sträcker sig genom Halland och Småland med målet att få se Vilhelm Mobergs minnessten. 
I filmen medverkar även Herbert Lindblads kusinbarn, riksdagsledamoten Anders Nilsson, som berättarröst.